# C/1882 R1
Grande comète de septembre 1882
La grande comète de septembre 1882, C/1882 R1, est une comète rasant le Soleil qui appartient au groupe de Kreutz. Elle devient brusquement visible à l'œil nu le 1er septembre 1882 et est signalée pour la première fois par de nombreuses personnes depuis le cap de Bonne-Espérance et le golfe de Guinée.
Le premier astronome à l'observer est William Henry Finlay depuis Le Cap en Afrique du Sud dans la nuit du 7 au 8 septembre.
Lors de son passage au périhélie la comète devient si brillante qu'il est possible de l'observer en plein jour à 3 degrés du Soleil,,. Son noyau se brise en cinq morceaux.
En octobre, sa queue s'étend sur environ 30°. Elle reste visible à l'œil nu jusqu'au mois de mars 1883. La dernière observation avec un télescope est faite par Benjamin Apthorp Gould le 1er juin.
L'astronome belgo-brésilien Louis Cruls réalise des études spectrales de la comète pour lesquelles il obtient en 1882 le prix Valz de l'Académie française des Sciences.
L'étude de la comète montre qu'elle appartient au groupe de Kreutz et qu'elle est probablement issue de la fragmentation d'une comète plus grande observée en 1106 (X/1106 C1), au même titre que la comète Ikeya-Seki qui est passée au plus près du Soleil en 1965.

## Galerie
Comète de Finlay photographiée par David Gill au Cape of Good Hope Royal Observatory - Le Cap en 1882 (voir en ligne) : Archives avec des notes 